# Луганськвуглебудреструктуризація
«Луганськвуглебудреструктуризація» — українське державне підприємство. З 2005 року знаходиться в стані ліквідації.
До складу підприємства входили шахти:
- Шахта «Матроська»,
- Шахта «Слов'яносербська»,
- Шахта «Перевальська»,
- Шахта «Романівська»,
- «Новопавлівська»,
- Шахта «Голубівська»,
- Шахта ім. Кірова,
- ДП «Шахта «Україна».

Адреса: 91022, вул. Радянська, 49, м. Луганськ.